# Myjailo Havryliuk
Myjailo Havryliuk (19 de enero de 1999) es un deportista de Ucrania que compite en atletismo. Ganó una medalla de bronce en el Campeonato Mundial de Atletismo Sub-20 de 2018, en la prueba de lanzamiento de martillo.